# Conspiración de la mina
Se conoce como conspiración de la mina a un atentado fallido contra el presidente de facto de Uruguay, Venancio Flores. La conspiración ocurrió en junio de 1867 y fue presuntamente urdida por el "Partido Conservador", un sector del Partido Colorado al que pertenecía Flores. 
El 30 de junio de 1867 la policía descubrió un túnel que, partiendo de una casa vecina al Fuerte (entonces la sede del gobierno), terminaba exactamente debajo del despacho en el que trabajaba el "gobernador provisorio" Venancio Flores. Allí se habían colocado dos barriles de pólvora que, de haber explotado, hubieran seguramente costado la vida del caudillo colorado.
El autor de los explosivos fue un ingeniero alemán llamado Neumayer, quien dijo que había sido contratado para realizarla –ignorando por supuesto el propósito– por un notorio militar colorado, Eduardo Bertrand, personaje de la mayor confianza del general Gregorio Suárez. Se trataba, indudablemente, de un atentado contra la vida de Flores, quien en este momento estaba fuertemente enemistado con el “Goyo Jeta” (Gregorio Suárez) por haber negado apoyo a su pretendida candidatura presidencial. 
Bertrand logró escapar a Buenos Aires, pero Suárez y sus principales subalternos fueron detenidos como sospechosos. Sometidos a juez, éste los puso en libertad por falta de pruebas. La única medida que adoptó Flores fue contra Suárez y muy discreta: le prohibió salir de Montevideo. De acuerdo a lo que acontecería después, el antecedente cobró una trascendencia inesperada.